# Ooredoo (Tunisie)
Cet article concerne la filiale tunisienne d'Ooredoo. Pour la filiale algérienne, voir Ooredoo (Algérie). Pour la société mère, voir Ooredoo.
Ooredoo, anciennement Tunisiana (arabe : تونيزيانا), est un opérateur de télécommunications privé en Tunisie.

## Histoire
Le 11 mai 2002, Tunisiana signe avec l'État tunisien une convention de licence pour l'installation et l'exploitation d'un deuxième réseau de téléphonie mobile dans le pays, valable pour quinze ans renouvelable pour une autre période de cinq ans. De fait, Tunisiana est le premier opérateur privé à obtenir une licence de téléphonie mobile dans le pays.
Doté d'un capital de 359,172 millions de dinars, Tunisiana réalise son lancement commercial le 27 décembre de la même année. Six mois plus tard, son réseau couvre 60 % de la population tunisienne. La couverture du réseau s'étend à 99 % de la population dans le courant de l'année 2005.
Le 25 novembre 2006, Tunisiana change son logo originel pour adopter un nouveau logo et un nouveau motto.
Le 22 novembre 2010, les groupes Princesse El Materi Holding et Délice déclarent qu'ils achètent avec Wataniya Telecom, filiale de Qatar Telecom, la moitié des parts détenues par Orascom Telecom pour un montant de 1,2 milliard de dollars. Wataniya Telecom vise une participation totale de 75 % contre 25 % pour les deux groupes tunisiens. La fuite d'El Materi consécutive à la révolution tunisienne voit l'État tunisien prendre le contrôle de ces parts. Le 26 juillet 2012, le gouvernement tunisien annonce qu'il compte céder sa part de 25 % du capital, décision concrétisée pour 15 % du capital par un accord de principe avec Qatar Telecom, devenue Ooredoo en mars 2013, le 31 décembre.
Le 24 avril 2014, Tunisiana change de nom et devient Ooredoo Tunisie. Le 30 avril, on annonce la nomination de Mohammed Bin Issa Al Mohannadi au poste de président du conseil d'administration ; il est remplacé par Waleed Mohamed Al-Sayed en novembre 2015.

### Identité visuelle (logo)

Logo de Tunisiana de 2006 à 2014.
Logo à partir de 2014 â 2018.
Logo à partir de 2018.

### Chronologie
L'activité d'Ooredoo Tunisie peut se résumer à quelques dates clés :
- 22 janvier 2003 : ouverture de la première boutique Tunisiana au centre commercial Zéphyr à La Marsa
- 9 juin 2003 : lancement de l'offre Forfait
- 1er janvier 2004 : lancement de l'offre Business Control
- 17 juin 2004 : lancement du SMS international
- 15 mars 2005 : lancement du roaming pour les abonnés à cartes
- 17 mars 2005 : lancement de l'offre Awal
- 16 août 2005 : lancement du système de recharge Tunisiana Light
- 21 septembre 2005 : lancement du site www.tunisiana.com
- mars 2006 : mise en place du réseau EDGE et lancement de l'Internet mobile
- avril 2007 : lancement de l'email Pro, le push email de Tunisiana
- 19 novembre 2007 : lancement du programme de fidélité MERCI
- avril 2009 : lancement de la boutique en ligne Tunisiana
- avril 2011 : lancement du service BlackBerry à la carte, destiné aux clients à carte
- septembre 2011 : achat de 49 % du FAI Tunet et lancement des packs ADSL
- 24 mai 2012 : attribution de la licence 3G[11]
- 24 avril 2014 : adoption du nouveau nom, Ooredoo Tunisie
- 8 septembre 2014 : absorption de Tunet[12]

## Directeurs généraux
- 26 novembre 2015-5 novembre 2019 : Youssef El Masri (Liban)[13],[14].
- depuis le 5 novembre 2019 : Mansoor Rashid Al Khater (Qatar)[15]

## Abonnés
Le nombre total d'abonnés enregistre une augmentation de 25,5 %, passant de 4,302 millions en mars 2009 à 5,399 millions en mars 2010 avec 54,9 % de parts de marché revendiquées. Le chiffre d'affaires enregistre quant à lui une croissance de 18 %, passant de 580 millions à 682 millions de dinars en 2007.
Le nombre de clients à la fin du premier trimestre 2011 s'élève à 5,98 millions, une augmentation de 10,8 % par rapport à la même période en 2010. Les revenus pour le même trimestre sont de 161,7 millions de dollars, comparés aux 94,2 millions de dollars pendant la même période en 2010
Selon une étude de l'Instance nationale des télécommunications en 2015, Ooredoo bénéficie de la meilleure qualité de réseau 2G/3G sur le Grand Tunis.

## Offres

### Services de télécommunication

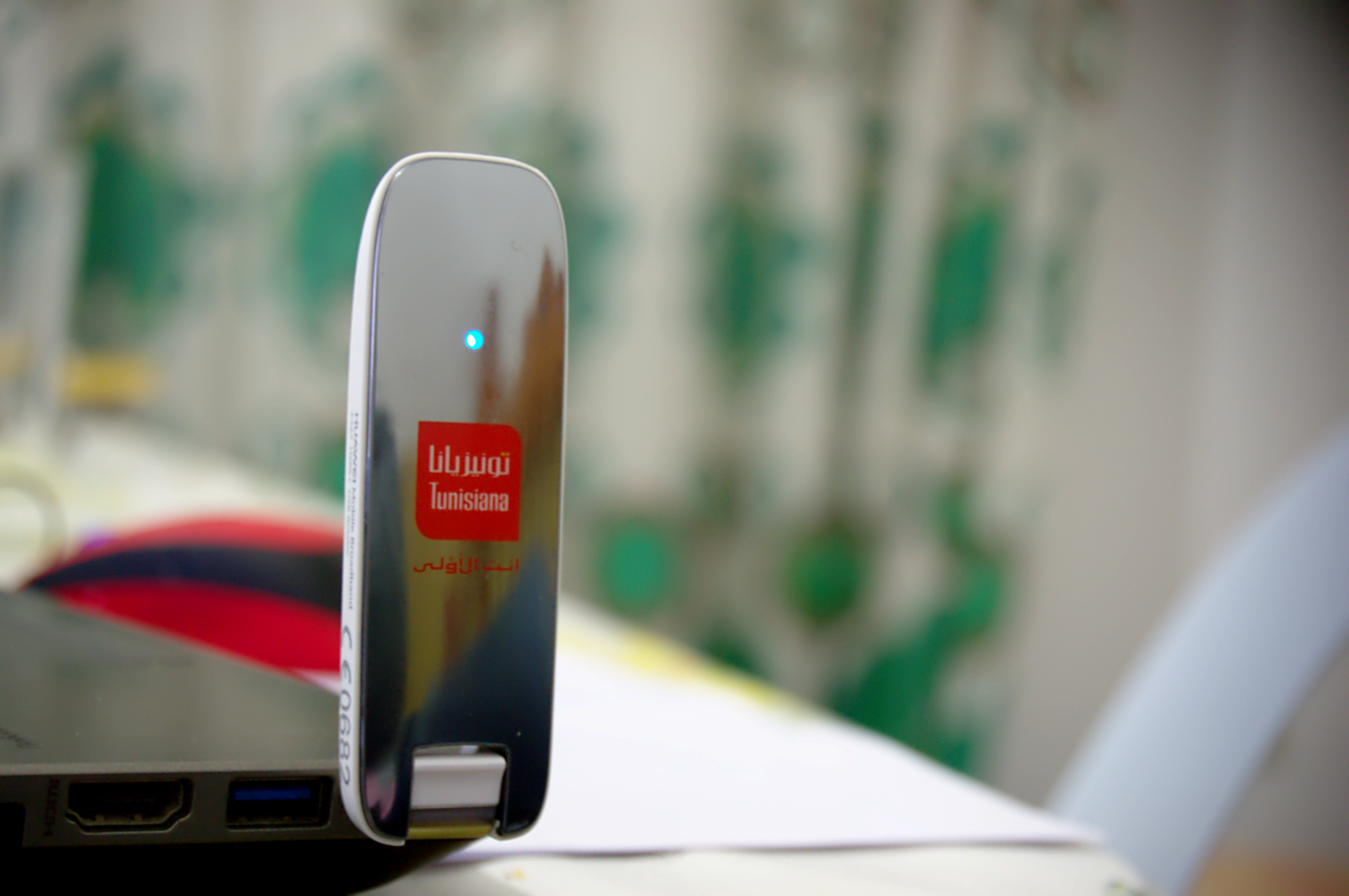
Clé 3G commercialisée par Tunisiana en 2013.

Ooredoo Tunisie compte plusieurs offres :
- ESS Mobile
- Offre 1500 %
- Record
- Offre 2000
- CA Mobile
- Arja3 Ghodwa
- Janna7
- Amigos
- Awal à Carte
- Klem
- Big
- Holiday SIM
- Hadrez
- Offre 100 %
- Weld Jam3ia
- Uno
- Go
- Offre 42

### Services bancaires
Depuis le 1er juillet 2007, Ooredoo Tunisie offre aussi la possibilité aux porteurs de cartes bancaires nationales d'alimenter le solde des lignes prépayées, via les distributeurs automatiques de billets de la Banque internationale arabe de Tunisie. Dès 2008 vient s'y ajouter la possibilité pour les utilisateurs de lignes prépayées d'alimenter leur solde via les distributeurs automatiques de billets de l'Amen Bank.
En 2012, Ooredoo Tunisie lance, en collaboration avec la Poste tunisienne, le service de paiement à distance via mobile MobiFlouss.

### Services culturels
En janvier 2017, l'opérateur propose à ses clients les services Youboox et Kacheeda, qui donnent accès à des œuvres numérisées en langues arabe et française. Ces services sont lancés en partenariat avec une start-up française qui propose un abonnement à un catalogue de livres numérisés.

## Sponsoring et actions sur le terrain
Tunisiana a organisé des évènements comme :
- Tunisiana Foot Junior (tournoi de football réservé aux lycéens) ;
- Tunisiana Street Basket (organisé durant le mois de ramadan) ;
- Tunisiana Beach Tennis (se déroule durant l'été).

En 2013, Ooredoo Tunisie est le sponsor des quatre plus grands clubs de football de Tunisie, le Club africain, l'Espérance sportive de Tunis, le Club sportif sfaxien et l'Étoile sportive du Sahel, ainsi que de l'Ooredoo Foot Academy, un centre de préformation destiné aux enfants.
En 2014, Ooredoo signe une convention officielle avec la Fédération tunisienne de handball pour devenir le sponsor officiel et exclusif de l'ensemble des activités lancées par cette dernière, un accord qui s'étale sur quatre ans.
Sur le plan culturel, Ooredoo Tunisie est partenaire du festival Jazz à Carthage et du Festival du rire de Tunis.
Sur le plan du mécénat, Ooredoo Tunisie est partenaire de la ferme thérapeutique de Sidi Thabet consacrée à l'éducation des enfants handicapés.